# Al-Hajjāj ibn Yūsuf ibn Matar
Al-Hajjāj ibn Yūsuf ibn Matar (786 – 833) was een Arabisch wiskundige. Hij is bekend omdat hij de allereerste vertaling van De Elementen van Euclides van het Grieks naar het Arabisch maakte. Hij maakte een tweede en verbeterde versie voor al-Ma'mun, de kalief van Abbasiden.
Rond 829 vertaalde hij de Almagest van Claudius Ptolemaeus, welke enige tijd later opnieuw werd vertaald door Hunayn ibn Ishaq en Thabit ibn Qurra.
In het begin van de 12e eeuw vertaalde de Engelse geleerde Adelard van Bath Al-Hajjājs versie van De Elementen naar het Latijn.
'Abd al-Hamīd ibn Turk · 
Abd-al-Rahman Al Sufi · 
Abū al-Hasan ibn Alī al-Qalasādī · 
Abū Ishāq Ibrāhīm al-Zarqālī · 
Abū Kāmil Shujā ibn Aslam · 
Abu'l-Hasan al-Uqlidisi · 
Abul Wafa · 
Ahmed ibn Yusuf · 
Al-Biruni · 
Al-Chwarizmi · 
Al-Hajjāj ibn Yūsuf ibn Matar · 
Alhazen · 
Al-Jayyani · 
Al-Karaji · 
Al-Khazini · 
Al-Kindi · 
Al-Mahani · 
Al-Majrati · 
Al-Sijzi · 
Hunayn ibn Ishaq · 
Ibn al-Banna · 
Ibn Sahl · 
Ibn Tahir al-Baghdadi · 
Ibn Yahyā al-Maghribī al-Samaw'al · 
Ibrahim al-Fazari · 
Ibrahim ibn Sinan · 
Jabir ibn Aflah · 
Kushyar ibn Labban · 
Mohammed al-Fazari · 
Mohammed ibn Jābir al-Harrānī al-Battānī · 
Nasir al-Din al-Toesi · 
Sinan ibn Thabit · 
Thabit ibn Qurra · 
Ulug Bey · 
Yusuf al-Mu'taman ibn Hud